# HMNZS Leander
Lo HMNZS Leander fu un incrociatore leggero della Royal New Zealand Navy, prima unità dell'omonima classe di incrociatori.
Varato come HMS Leander per la Royal Navy britannica, servì nella New Zealand Division of the Royal Navy fino alla trasformazione di questa nella marina militare della Nuova Zelanda nell'ottobre del 1941; l'incrociatore prese parte alla seconda guerra mondiale servendo nell'Oceano Indiano, nel Mar Mediterraneo e nel Pacifico, venendo gravemente danneggiato nel corso della battaglia di Kolombangara contro i giapponesi. Restituito alla Royal Navy al termine del conflitto, servì con i vecchi proprietari fino alla radiazione dal servizio attivo nel dicembre 1948; lo scafo fu poi venduto per la demolizione il 15 dicembre 1949.

## Storia

### Oceano Indiano e Mediterraneo
Impostata nei cantieri navali britannici della HMNB Devonport l'8 settembre 1930, l'unità venne varata il 24 settembre 1931 con il nome di Leander in onore dell'omonimo personaggio mitologico, entrando poi in servizio con la Royal Navy il 24 marzo 1933. Assegnato al 2nd Cruiser Squadron della Home Fleet, l'incrociatore servì inizialmente nelle acque di casa finché nel 1936 non se decise il trasferimento in Nuova Zelanda; lo scoppio della guerra civile spagnola portò a trattenere l'unità nel Regno Unito per un altro anno, e il Leander raggiunse infine la Nuova Zelanda il 31 marzo 1937 insieme al gemello HMNZS Achilles dopo un viaggio attraverso l'Atlantico e Pacifico via canale di Panama.
Assegnato alla New Zealand Division of the Royal Navy, allo scoppio della seconda guerra mondiale nel settembre 1939 il Leander era agli ordini del capitano James William Rivett-Carnac; dopo alcune operazioni secondarie nelle acque neozelandesi e australiane, l'incrociatore fu destinato alla scorta dei convogli di truppe nell'Oceano Indiano venendo poi riassegnato alla Mediterranean Fleet il 16 maggio 1940 e alla East Indies Station il 31 maggio seguente. Poco prima dell'entrata in guerra dell'Italia, il 9 giugno 1940 l'incrociatore ineìtercettò e fermò il mercantile italiano Umbria al largo di Port Sudan mentre era diretto a Massaua con un carioco bellico; il 10 giugno, con l'inizio delle ostilità tra britannici e italiani, il mercantile si autoaffondò.
Il Leander partecipò alle operazioni navali al largo dell'Africa Orientale Italiana: dopo varie missioni di caccia ai sommergibili italiani nel Mar Rosso, la notte del 21 ottobre 1940 l'incrociatore si scontrò con alcuni cacciatorpediniere nemici mentre era di scorta al convoglio BN 7, assistendo all'affondamento del cacciatorpediniere Francesco Nullo ad opera del paritipo HMS Kimberley e prendendo a rimorchio quest'ultimo dopo che fu danneggiato dal tiro di batterie costiere italiane. Il 29 ottobre seguente l'aereo del Leander, un Fairey Swordfish in versione idrovolante, fu utilizzato per bombardare il porto di Mogadiscio.
Il Leander continuò poi con le operazioni di scorta ai convogli britannici nell'area del Mar Rosso e dell'Oceano Indiano. Il 27 febbraio 1941 l'unità intercettò l'incrociatore ausiliario italiano RAMB I a ovest delle Maldive, affondandolo dopo un breve scontro e prendendo in salvo 103 superstiti del suo equipaggio; il 23 marzo seguente invece fermò il mercantile Charles L.D. della Francia di Vichy nelle acque tra il Madagascar e le Mauritius e lo fece prigioniero. Il 14 aprile l'incrociatore ricevette l'ordine di raggiungere il Golfo Persico per appoggiare le operazioni delle forze britanniche impegnate nelle fasi iniziali della guerra anglo-irachena; dopo altre operazioni di scorta nell'Oceano Indiano, che compresero anche la partecipazione alla caccia alla nave corsara tedesca Pinguin, all'inizio di giugno 1941 il Leander fu inviato ad Alessandria d'Egitto per prendere parte alla campagna di Siria: partecipò a varie missioni di bombardamento costiero e il 22 giugno ingaggiò a nord di Beirut i cacciatorpediniere di Vichy Guépard e Valmy, ricevendo un colpo da 138 mm che tuttavia non esplose.

### Il Pacifico e il ritorno alla Royal Navy
L'incrociatore compì altre missioni secondarie nel Mediterraneo orientale prima di rientrare in patria ad Auckland l'8 settembre 1941 per lavori di manutenzione di routine; il 1º ottobre 1941, con la trasformazione della New Zealand Division of the Royal Navy in Royal New Zealand Navy, l'incrociatore assunse il prefisso navale "HMNZS" (His/Her Majesty's New Zealand Ship). Rientrato in servizio l'8 novembre 1941, all'entrata in guerra del Giappone all'inizio di dicembre il Leander fu impegnato in missioni di scorta nelle acque dell'Australia, delle Figi e della Nuova Caledonia come parte di uno squadrone congiunto con unità navali australiane e statunitensi; il 20 febbraio 1942 subì un pesante attacco aereo giapponese al largo di Rabaul senza però subire danni.
Dopo varie missioni di scorta a convogli e nuovi lavori di manutenzione ad Auckland all'inizio del 1943, il 17 giugno 1943 il Leander fu assegnato alla Task Force 18 statunitense con gli incrociatori USS Honolulu e USS St. Louis e dieci cacciatorpediniere per prendere parte alla campagna delle isole Salomone, compiendo pattugliamenti nelle acque di Guadalcanal. Il 13 luglio partecipò alla battaglia di Kolombangara scontrandosi con una formazione giapponese composta dall'incrociatore Jintsu e da cinque cacciatorpediniere: il Jintsu fu affondato ma tutti e tre gli incrociatori alleati furono gravemente danneggiati, con il Leander che incassò un siluro subendo gravi danni alla sala macchine oltre a 3 morti, 24 dispersi e 8 feriti tra l'equipaggio; dopo un raddobbo d'emergenza a Tulagi, l'incrociatore raggiunse Auckland il 29 luglio seguente per poi raggiungere Boston via canale di Panama il 23 dicembre per estesi lavori di riparazione e ammodernamento.
La riparazione del Leander si trascinò per diversi mesi e l'unità non tornò in servizio prima dell'agosto 1945, a guerra ormai finita; il 27 agosto l'unità fu ritrasferita alla Royal Navy riassumendo il suo vecchio prefisso navale di "HMS". Dopo una sosta a Montréal per imbarcare un carico di oro, l'incrociatore tornò nel Regno Unito nel settembre del 1945, dove fu sottoposto a ulteriori lavori per un altro anno prima di essere reimmesso in servizio con la Mediterranean Fleet. Il 22 ottobre 1946 fu coinvolto nei fatti del cosiddetto "incidente del canale di Corfù": insieme all'incrociatore HMS Mauritius e ai cacciatorpediniere HMS Saumarez e HMS Volage, il Leander fu inviato in crociera nel canale di Corfù per affermare la libertà di navigazione in quel tratto di mare che la Repubblica Popolare Socialista d'Albania rivendicava come suo, ma la formazione finì su un campo minato non segnalato e i due cacciatorpediniere subirono gravi danni oltre a 44 morti e 42 feriti tra gli equipaggi, fatto che scatenò una crisi diplomatica tra Regno Unito e Albania.
Rientrato nel Regno Unito alla fine di dicembre 1947, il Leander fu posto nella riserva e infine radiato dal servizio attivo nel febbraio 1948; lo scafo fu infine venduto per la demolizione il 15 dicembre 1949.